# Phalanta arruanae
Phalanta arruanae är en fjärilsart som beskrevs av Felder 1860. Phalanta arruanae ingår i släktet Phalanta och familjen praktfjärilar. Inga underarter finns listade i Catalogue of Life.